# 斯洛伐克伊斯兰教
斯洛伐克的主要宗教为基督教，信仰伊斯兰教的人数很少。2010年，斯洛伐克估计有5000名穆斯林，占该国人口的不到0.1%。

## 历史
在第一次摩哈赤战役（1526 年）后的数十年，土耳其军队控制了今天斯洛伐克中南部的什图罗沃等地区，并在当地传播伊斯兰教，而哈布斯堡王朝的奥地利军队则占领了斯洛伐克的北部和西部地区，并在当地重新推行天主教。后来土耳其人又占领了斯洛伐克中南部包括尼特拉在内的的一些其他领土，直到1699年奥斯曼帝国的附庸埃默里克·托科利在维也纳之战中被击败，土耳其人在今斯洛伐克地区的统治才宣告结束。

## 现状
斯洛伐克是欧盟唯一没有清真寺的成员国。2000年，斯洛伐克首都布拉迪斯拉发市长拒绝了斯洛伐克伊斯兰教瓦合甫基金会建设清真寺的提议，因而引发了强烈争议。
2016年11月30日，斯洛伐克立法阻止伊斯兰教在该国获得官方地位。

## 科尔多巴伊斯兰中心
科尔多巴伊斯兰中心位于布拉迪斯拉发的Obchodná街，隶属于斯洛伐克伊斯兰基金会，是该国唯一的穆斯林礼拜场所。尽管该中心只是一个非官方的清真寺，但它全年每天都开放，供除晨祷之外的所有日常祈祷使用。主麻日的讲道以阿拉伯语、英语和斯洛伐克语举行，每周五下午13:00开始。该中心足以容纳约80至100人进行会礼。中心内有一个用于主麻布道的木制讲台，但没有像普通清真寺那样带有精致图案的装饰。科尔多巴伊斯兰中心曾试图获得政府的官方清真寺许可，但遭到拒绝。

## 图片

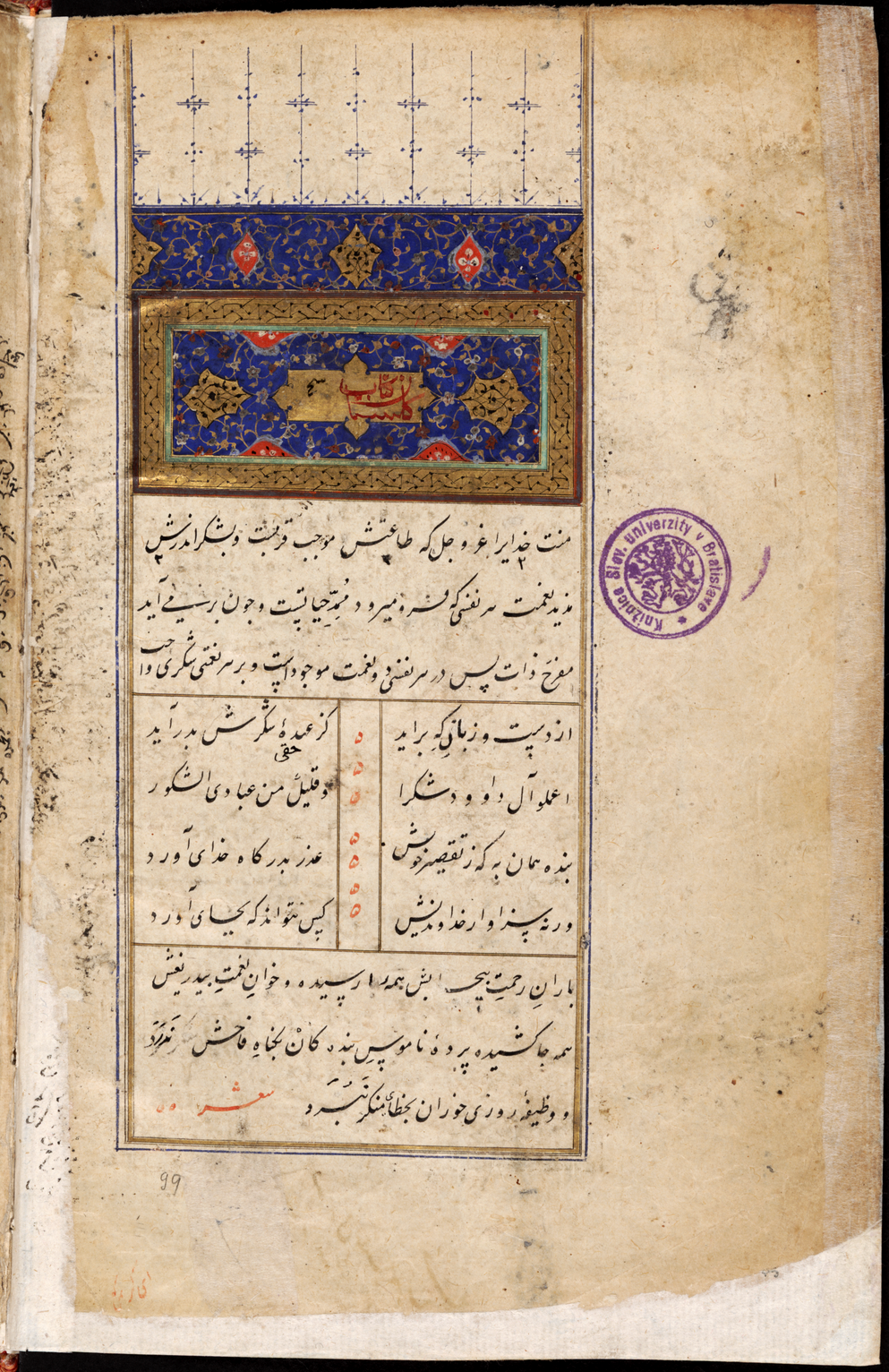
萨伏威·贝格·巴士吉（Safvet beg Bašagić）的逻辑陈述论文（布拉迪斯拉发大学图书馆伊斯兰手稿集）
- 巴德鲁丁·马里迪尼（Badruddin al-Maridini，? - 1506）的天文学、测量学和数学论文（布拉迪斯拉发大学图书馆伊斯兰手稿集）
- 易卜拉欣·阿尔-哈拉比（Ibrahim al-Halabi，? - 1776）关于正弦、象限和平行圆的论文（布拉迪斯拉发大学图书馆伊斯兰手稿集）
- 萨迪·设拉兹所作诗歌的副本（布拉迪斯拉发大学图书馆伊斯兰手稿集）

## 引用
1. ↑  Cas.sk. . Nový Čas. 2010-08-11  [2021-07-14]. （原始内容存档于2022-12-25） （斯洛伐克语）.
2. ↑  . Pluska. 7 PLUS, s.r.o. 15 November 2014  [5 April 2014]. （原始内容存档于2014-04-07） （斯洛伐克语）.
3. ↑  . Reuters. 2016-11-30  [2020-09-01]. （原始内容存档于2020-09-29） （英语）.
4. ↑  . Huffington Post.   [2020-09-01]. （原始内容存档于2021-11-09）.